# Международный маркетинг
Международный маркетинг — комплекс мероприятий за пределами страны в области исследования торгово-сбытовой деятельности предприятия и изучения всех факторов, оказывающих влияние на процесс производства и продвижения товаров и услуг от производителя к потребителю.

## Комплекс международного маркетинга
Комплекс международного маркетинга состоит из 2-х групп:
1. Внешняя (неконтролируемые, экзогенные элементы).
  - Окружение;
  - Институциональные факторы;
  - Конкуренция;
  - Правовая система.
2. Внутренняя (контролируемые, эндогенные элементы).
  - Товар;
  - Цена;
  - Продвижение товара.

## Причины выхода компаний на международный рынок
- Стремление полностью использовать имеющиеся производственные мощности.
- Ощущение (ожидание) низкого экономического роста в отечестве.
- Возможность улучшить своё финансовое положение за счёт высокой эффективности экспорта.
- Стремление к приобретению позитивного имиджа как компании-экспортёра.
- Обеспечение конкурентного преимущества в отечестве за счёт приобретения международного маркетингового опыта и международного бенчмаркинга.
- Возможность получения иностранной твёрдой валюты.
- Заимствование за рубежом ценного производственного опыта.

## Методы выхода на внешний рынок
- Экспорт — выход на рынок путём отправки продукции и продажи её с помощью посредников международного рынка (косвенный экспорт) или с помощью собственного подразделения, филиала и торговых представителей или агентов компании (прямой экспорт).
- Совместная предпринимательская деятельность — путём объединения с иностранными компаниями с целью производства или сбыта товаров или услуг.
- Лицензирование — компания вступает в соглашение с лицензиатом на зарубежном рынке, предоставляя ему право на использование технологии производства, торговой марки, патента или чего-либо другого за соответствующее вознаграждение или лицензионную плату.
- Подрядное производство — совместное предприятие, в котором компания заключает контракт на выпуск продукции с предприятиями на зарубежном рынке.
- Управление по контракту — совместное предприятие, в котором местная компания предоставляет зарубежной ноу-хау по менеджменту, зарубежная компания, в свою очередь, предоставляет капитал. Таким образом, местная компания экспортирует не продукцию, а услуги менеджмента.
- Совместное владение — совместное предприятие, в котором компания объединяется с инвесторами на зарубежном рынке с целью создания местного предприятия. Компания является совладельцем этого предприятия и принимает участие в управлении им.
- Прямое инвестирование — путём создания сборочных или производственных предприятий за рубежом.